# СС Бурдигала
СС Бурдигала је био француски брод саграђен у Бремену 1897. под именом СС Кајзер Фридрих. 14. новембра 1916. Бурдигала је ударио у мину и потонуо између острва Кеа и острва Макронисос за 20 минута без губитака живота. Брудигала је своје прво путовање извео 7. јуна 1898. године од Бремена до Саутхемптона. Када је 8. јуна 1898 године стигао у Саутхемптон тај дан увече отпутовао је на своје прво прекоокеанско путовање до Њујорка.14. новембра 1916 Бурдигала је напустио Солун и отпутовао. Међутим Бурдигала је изненада ударио у мину и потонуо за 20 минута без губитка живота због тога што се на броду налазила само посада без путника.